# Tommy Rapp
Tommy Rapp (ur. 26 grudnia 1983) – szwedzki snowboardzista. Nie startował na igrzyskach olimpijskich. Jego najlepszym wynikiem na mistrzostwach świata w snowboardzie było 61. miejsce w halfpipe’ie na mistrzostwach w Arosa. Najlepsze wyniki w Pucharze Świata w snowboardzie osiągnął w sezonie 2004/2005, kiedy to zajął 9. miejsce w klasyfikacji Big Air.

## Sukcesy

### Mistrzostwa Świata
| Miejsce | Dzień       | Rok  | Miejscowość | Konkurencja | Zwycięzca      |
| ------- | ----------- | ---- | ----------- | ----------- | -------------- |
| 61.     | 19 stycznia | 2007 | Arosa       | Big Air     | Mathieu Crepel |

### Puchar Świata

#### Miejsca w klasyfikacji generalnej
- 2001/2002 - -
- 2002/2003 - -
- 2003/2004 - -
- 2004/2005 - -
- 2005/2006 - 167.
- 2006/2007 - 313.

#### Miejsca na podium
1. Tandådalen – 19 marca 2005 (Big Air) - 3. miejsce